# 美洱尺蛾
美洱尺蛾（学名：Trichopterigia sanguinipunctata）为尺蛾科洱尺蛾屬下的一个种。